# Lozoya (gmina)
Lozoya – gmina w Hiszpanii, w prowincji Madryt, we wspólnocie autonomicznej Madrytu, o powierzchni 57,94 km². W 2011 roku gmina liczyła 635 mieszkańców.
Znajduje się na wysokości 1116 metrów nad poziomem morza.